# استحکام تسلیم
استحکام تسلیم یا تنش تسلیم (به انگلیسی: Yield stress) در جامدات به میزان تنش مربوط به انتهای بخش خطی منحنی تنش-کرنش در آزمون کشش تک‌محوره و در سیالات (غیرنیوتنی) به مقدار تنشی که با کاهش آن سیال رفتار شبه جامد (تغییرشکل ناپیوسته) پیدا می‌کند گفته می‌شود.
از آنجایی که تعیین دقیق مقدار تنش تسلیم امکان‌پذیر نیست، تنش تسلیم جامدات در کاربردهای مهندسی به مقدار تنشی گفته می‌شود که باعث ایجاد تغییر فرم پلاستیک محسوس یا کرنش به میزان قراردادی (معمولاً در فلزات کرنش دائمی 0.002 یا کرنش کل 0.005 و در پلیمرها کرنش دائمی 0.001) شود. این مقدار تا حد زیادی به دقت و قرارداد اندازه‌گیری آن وابسته‌است.

## در جامدات

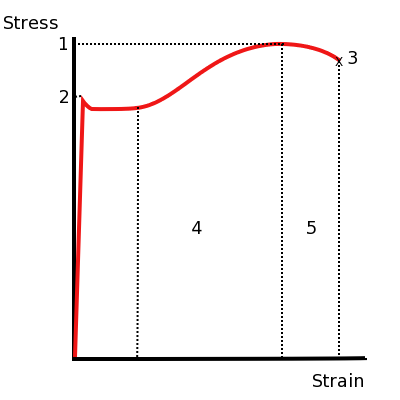
منحنی تنش-کرنش مهندسی یک فولاد سازه‌ای معمولی ۱-استحکام نهایی ۲-استحکام تسلیم ۳-شکست ۴-ناحیه کار سختی

فولاد سازه‌ای یک نمونه از موادی است که رفتار الاستیک-پلاستیک غیریکنواخت، پلاستیک یکنواخت از خود نشان می‌دهند. در این مواد انتقال از تغییر شکل الاستیک به پلاستیک به صورت کاملاً مشخص است. در این مواد پس از تسلیم (تسلیم بالایی) به دلیل آزاد شدن قفل‌های لومر-کاترل و تشکیل نوارهای لودر تنش تا میزان تسلیم پایینی کاهش می‌یابد. این پدیده، «پدیده نقطه تسلیم» نامیده می‌شود. در این نوع مواد تنش تسلیم بالایی به شدت به نرخ کرنش وابسته‌است بنابراین تنش تسلیم پایینی، تنش تسلیم محسوب می‌شود.

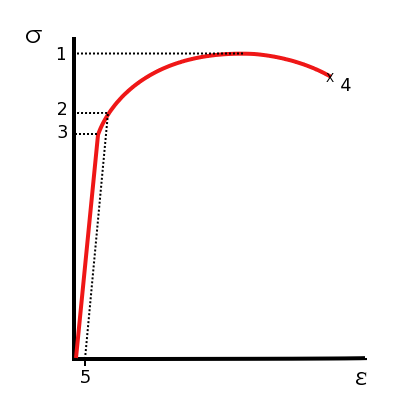
نمودار تنش-کرنش مهندسی آلومینیوم ۱-استحکام نهایی ۲-استحکام تسلیم ۳-حد تناسب ۴-شکست ۵-کرنش قرارداد تسلیم

آلومینیوم یک نمونه از موادی است که رفتار الاستیک-پلاستیک یکنواخت از خود نشان می‌دهند. در این مواد مرز مشخصی بین ناحیهٔ تغییر شکل الاستیک و تغییر شکل پلاستیک وجود ندارد.

## در سیالات

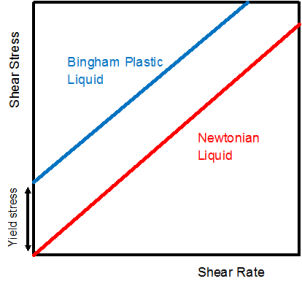
نمودار تنش برشی - سرعت برشی سیالات نیوتنی و پلاستیک بینگهام

در سیالات پلاستیک بینگهام و هرشل-بالکلی تنش برشی بحرانی که باعث آغاز شارش می‌شود، تنش تسلیم نامیده می‌شود. برای اندازه‌گیری تجربی دقیق مقدار تنش تسلیم در سیالات بایستی ویسکوزیتهٔ ظاهری را در نرخ برش بسیار کم بررسی کرد. از دیدگاه فیزیکی تنش تسلیم سیالات یک تک‌مقدار اسکالر نبوده و محدودهٔ گذار از حالت جامد به مایع است.